# Lih
Lih (ou Li) est un village du Cameroun situé dans le département du Donga-Mantung et la Région du Nord-Ouest, à proximité de la frontière avec le Nigeria. Il fait partie de la commune de Nwa.

## Démographie
Lors du recensement de 2005, 1087 habitants y ont été dénombrés, dont 504 hommes et 583 femmes. Ceux-ci habitent dans les quartiers de Lih-Kop et Lih-Mboh. La majorité des habitants font partie du clan Mbaw. 
Pendant l'été 2011, au moment où les données ont été récoltées, seize personnes vulnérables habitaient à Lih. Celles-ci n'avaient accès à aucune ressource vu que des programmes d'aide n'existent pas. 

## Agriculture et élevage
L'agriculture est importante à Lih. Parmi les plantes cultivées, on trouve du maïs, des plantains, des bananes, du sorgho, des fèves, du soya, du manioc, des pommes de terre, du taro, des palmiers à huile, des papayes, des oranges, du riz et du café Robusta. Par contre, on y fait surtout de l'agriculture de subsistance, avec des outils rudimentaires.
L'élevage est peu développé à Lih. Cependant, partout dans la commune, on élève des chèvres, des moutons, des porcs, des cochons d'Inde, des poules et des lapins.

## Éducation
Il y a deux écoles primaires à Lih.

### GS Lih
Cette école primaire publique a été fondée en 1966. 203 enfants étudiaient dans cette école primaire pendant l'été 2011 (moment où les données ont été récoltées), tandis qu'un maître-parent et un fonctionnaire y travaillaient. 50 table-bancs formaient les équipements de salle de classe de l'école. Quatre bâtiments de l'école sont en bon état et les deux autres sont en état moyen. L'école possède des latrines, et une association parents-enseignants existe.

### CS Lih
C'est l'école privée de Lih. Pendant l'été 2011, cette école fondée en 1997 comptait 139 enfants et deux maître-parents. On y trouvait 47 table-bancs. Les cinq bâtiments de l'école sont en état moyen. L'école possède aussi des latrines et une association parents-enseignants.

## Santé
Il y a un centre de santé à Lih, Lihkop IHC.

## Eau et ressources énergétiques
Il y a un puits à Lih. Par contre, celui-ci ne suffit pas à approvisionner tous les habitants du village, et la qualité de l'eau de celui-ci n'est pas bonne. Les habitants du village doivent donc s'approvisionner à des points d'eau qui pourraient contenir des pathogènes et autres produits nocifs pour la santé.
Lih, comme tous les autres villages de la commune de Nwa, n'est pas électrifié.

## Commerce
Il n'y a pas de marché à Lih.

## Transports
Lih est connecté à une route régionale, qui est en bon état, et à des routes rurales, qui sont en très mauvais état. Celles-ci sont d'habitude uniquement accessible par des véhicules tout-terrains, même pendant la saison sèche, notamment car elles ne sont pas pavées, comme toutes les routes de la commune de Nwa.

## Travaux publics et développements futurs
Selon le Plan de Développement Communal du Conseil de Nwa, écrit dans l'optique de faire du Cameroun une économie émergente en 2035, on prévoit la complétion des projets suivants à Lih :
- construire un système d'approvisionnement en eau ;
- rénover deux classes à GS Lih ;
- donner des bourses (350 000 francs CFA par année pour cinq étudiants) pour aider des enfants pauvres ;
- construire un marché ;
- construire un centre de santé ;
- construire un centre communautaire ;
- aplanir la route passant par Lih, Bang et Ngomkow  ;
- aplanir la route allant jusqu'au Nigeria ;
- créer des pépinières de 4 500 plants chacune (une d'acajou, une d'iroko, une d'eucalyptus, une de manguier et une de palmier à huile de type Tenera).